# Luciano Zavagno
Luciano Germán Zavagno (Santa Fe, Argentina; 6 de agosto de 1977) es un exfutbolista argentino. Jugaba como lateral por izquierda y su primer equipo fue Unión de Santa Fe. Su último club antes de retirarse fue el Torino de Italia. 
Desde 2015 trabaja como scouting para el Chelsea.

## Clubes
| Club                    | País       | Año       |
| ----------------------- | ---------- | --------- |
| Unión de Santa Fe       | Argentina  | 1994-1997 |
| Racing de Estrasburgo   | Francia    | 1997-1999 |
| Troyes                  | Francia    | 1999-2002 |
| Derby County            | Inglaterra | 2002-2003 |
| Ancona                  | Italia     | 2004      |
| Estudiantes de La Plata | Argentina  | 2004-2005 |
| Catania                 | Italia     | 2005-2006 |
| Ionikos FC              | Grecia     | 2006      |
| Pisa                    | Italia     | 2007-2009 |
| Torino                  | Italia     | 2009-2012 |

## Palmarés
| Título                     | Club              | País      | Año  |
| -------------------------- | ----------------- | --------- | ---- |
| Ascenso a Primera División | Unión de Santa Fe | Argentina | 1996 |